# Seget Donji
Seget Donji is een plaats in de gemeente Seget in de Kroatische provincie Split-Dalmatië. De plaats telt 2.466 inwoners (2001).